# آندره برنانوز
آندره برنانوز (فرانسوی: André Bernanose‎؛ ۱۷ ژوئن ۱۹۱۲–۱۸ مارس ۲۰۰۲) فیزیکدان، شیمی‌دان و داروساز فرانسوی قرن بیستم بود که نورتابی شیمیایی را در طول دهه ۱۹۴۰ میلادی و اوایل دهه ۱۹۵۰ مورد مطالعه قرار داد که منجر به پیداکردن الکترولومینسانس یا برق درخشی شد. به همین دلیل او را پدر دیود نورگسیل ارگانیکمی‌دانند.